# Oštarije
 Oštarije  falu Horvátországban, Károlyváros megyében. Közigazgatásilag Josipdolhoz tartozik.

## Fekvése
Károlyvárostól 37 km-re délnyugatra, községközpontjától 3 km-re északra a Plaški-mezőn fekszik. Itt halad keresztül a Károlyvárostól a tengerpart felé vezető Jozefina út és az A1-es autópálya is.

## Története
Az Oštarije környékén előkerült régészeti leletek tanúsága szerint Josipdol község területén már a neolitikumtól fogva éltek emberek. Čakovac Oštarijski területén az i. e. 5. és  4. évezredben készített használati tárgyakat, marokköveket és kőkéseket találtak. Az i. e. 4. és 3. évezredből származnak azok az eszközök amelyeket ugyancsak Čakovac Oštarijski területén találtak és a balaton-lasinjai kultúra legdélibb jelenlétére utalnak. Az Oštarije és Josipdol között emelkedő 420 méter magas Viničica-dombon állt a vaskorban a kelták japod törzsének legnagyobb és legjelentősebb erődített települése Metulum. A rómaiak i. e. 35 és 33 között a tengerpart irányából hódították meg ezt a vidéket és Illyricum provincia részévé tették. A vár ostromáról Appianosz római történetíró számol be Róma történetéről szóló művében. Ezután Metulum mint a vidék legjelentősebb települése városi rangot kapott és elkezdődött a környező úthálózat kiépítése. A birodalom bukása után a gótok, majd a longobárdok uralma következett, végül a 7. században avar és szláv népesség telepedett itt le. Az önálló Horvát Királyság bukása után a 11. század végén ez a vidék is a Magyar Királyság uralma alá került. Urai, miután 1193-ban III. Béla az egész megyét Vegliai Bertalannak, a Frangepánok ősének adományozta a Frangepánok lettek.
Oštarije első írásos említése 1486-ban a modrusi urbáriumban történt. Ekkor a település már a Frangepánok modrusi uradalmának része volt. A Nagyboldogasszony tiszteletére szentelt plébániatemplomát nem sokkal az 1449-es birtokfelosztás után építtette Frangepán István, a család modrusi ágának őse. A török veszély növekedése hatására a gróf a templom köré egy korszerű vár megépítését tervezte. Fia Frangepán Bernát, miután 1493-ban a török a korbáviai csatában megverte a horvát sereget, Modrus vidékét pedig feldúlta, úgy határozott, hogy ezt a várat mégsem itt, hanem Ogulinban építteti fel. A török 1521-ben és 1523-ban is kirabolta és felégette Oštarijét, utóbbi alkalommal a plébániatemplom is leégett. 1531-ben újból felgyújtották a települést, ekkor ismét leégett a templom teteje, majd az épület is elpusztult. A sorozatos török támadások hatására a királyi hadvezetés a katonai határőrvidék megszervezését határozta el. 1579-ben Oštarijében tizenkétfős helyőrséget helyeztek el egy parancsnok irányításával. 1639-ben Peroni császári hadmérnök védelmi szempontból vizsgálta meg a települést. Jelentésében javaslatokat is tett a védelem javítására. Többek között kifogásolta, hogy a központban egy csoportban álló sok ház külső falai fedezetlenül állnak. 1642-ben a haditanács eszközöket és munkaerőt biztosított Ogulin, Modrus és Oštarje falainak kijavítására.
1746-ban a határőrvidék átszervezése során a kapitányságokat ezredparancsnokságok váltották fel. A 3. Ogulini ezred 5. századának Oštarije lett a székhelye. A század ellenőrzése alá tartoztak Oštarije, Otok, Carevo Polje, Josipdol, Munjavu, Cerovnik, Trojvrh és Vain Vrh települések. 1809-ben a schönbrunni békeszerződés alapján a terület francia megszállás alá került. Az 1813-ig tartó megszállás idején építették az oštarijei kőhidat a Mrežnica felett, melyet az Illír tartományok francia parancsnokáról, Marmont marsallról neveztek el. 1835-ben az oštarijei század körzetéhez 454 háztartás tartozott 4542 lakossal, akik közül 3289 katolikus volt. A plébániához 191 háztartás és 1780 katolikus lakos tartozott. A település első iskoláját 1850-ben alapította a katonai közigazgatás a katonák írásra, olvasásra oktatása céljából. Az új iskola építése 1875-ben kezdődött, két osztályába hetven tanuló járt. 1906-ban három,  majd 1920-ban négyosztályosra bővítették. 1928-ban 161 tanulója volt. Mai épületét 1971-ben kezdték építeni.
A 19. század végén Oštarije közösségi központ volt iskolával, tamburazenekarral, de a lakosság kivándorlása is megindult. A templom megújítása 1900-ban kezdődött és 1902-ben fejeződött be. A falunak 1857-ben 2645, 1910-ben 2071 lakosa volt. Trianonig Modrus-Fiume vármegye Ogulini járásához tartozott. 1914-ben megépült az Oštarije-Plaški vasútvonal. Az első világháborúban az itteni férfiak Albániától az orosz vonalakig minden fronton harcoltak a Monarchia hadseregében. A második világháború idején a település 1941-ben előbb olasz, majd 1943-ban német megszállás alá került. 1943. október 14-én sikertelenül támadták a partizánok. A háború alatt a település mintegy kétszáz lakosát veszítette el, aki közül 81-en a fasiszta terror áldozatai lettek. A honvédő háború idején itt volt a JNA egyik robbanóanyag raktára, amely a levegőbe repült. 2011-ben a településnek 1431 lakosa volt.

## Lakosság
| Lakosság változása | Lakosság változása | Lakosság változása | Lakosság változása | Lakosság változása | Lakosság változása | Lakosság változása | Lakosság változása | Lakosság változása | Lakosság változása | Lakosság változása | Lakosság változása | Lakosság változása | Lakosság változása | Lakosság változása | Lakosság változása |
| ------------------ | ------------------ | ------------------ | ------------------ | ------------------ | ------------------ | ------------------ | ------------------ | ------------------ | ------------------ | ------------------ | ------------------ | ------------------ | ------------------ | ------------------ | ------------------ |
| 1857               | 1869               | 1880               | 1890               | 1900               | 1910               | 1921               | 1931               | 1948               | 1953               | 1961               | 1971               | 1981               | 1991               | 2001               | 2011               |
| 2645               | 2307               | 2213               | 2323               | 2228               | 2071               | 1960               | 2090               | 1904               | 1964               | 1860               | 1867               | 1633               | 1557               | 1407               | 1431               |

## Nevezetességei
A Nagyboldogasszony tiszteletére szentelt három hajós plébániatemplomát 1450 körül építtette a terület birtokosa Frangepán II. István. 1459. március 31-én kibocsátott bullájában II. Piusz pápa a templomot búcsújáróhelynek ismerte el, azon csodatételek alapján, melyek a templomban a Miasszonyunk közbenjárására már régóta történnek. A kutatások szerint ezen a helyen már korábban is állt egy kisebb templom, ez a bullából is kiderül. A legnagyobb reneszánsz templom volt ezen a vidéken, azonban a török 1521-ben, 1523-ban és 1531-ben is felgyújtotta és évekig romokban állt. A 16. században maradványait megerősítették, hogy a töröknek a Mrežnicán való átkelését megakadályozza. A mai plébániatemplom a török veszély megszűnése után 1668-ban épült, tornyát később építették hozzá. A 18. században megújították, majd a 19. század végén átépítették, ekkor nyerte el mai formáját. A régi templom nagyméretű márvány oszlopainak ma csak alapjai láthatók és fennmaradtak a korábbi templom főfalai is 6-7 méter magasságig. 
Védett műemlék a Mrežnica-folyó mai, többnyire száraz medrén átívelő kőhíd, mely az Ogulint és Josipdolt összekötő úton tizenkét félköríves ívvel hidalja át a folyót mintegy 76 m hosszúságban. A híd folyásiránnyal szembeni pillérei kivéve a jobb parton található két pillért háromszög alakú jégtörőkkel vannak megerősítve. A mészkőből épített hidat a francia uralom idején, 1809 és 1813 között építették az illír tartományok legfőbb kormányzójának, Marmont marsallnak a kezdeményezésére a régebbi híd helyén.
A település központjában található Szent Antal-kápolna 1902-ben épült. A tervezést és a szakértői felügyeletet Stjepan Podhorski neves zágrábi építésznek (1875 - 1945) tulajdonítják, aki 1901 és 1902 folyamán végezte a közeli gótikus Boldogságos Szűz Mária Frangepán fogadalmi templom újjáépítését. A kápolna a hangsúlyos historikus vonásokkal és díszítéssel rendelkezik. Az építész terveinek felismerhető részletei a szerző korai életművének fontos részét képezik.